# Deák-kúria

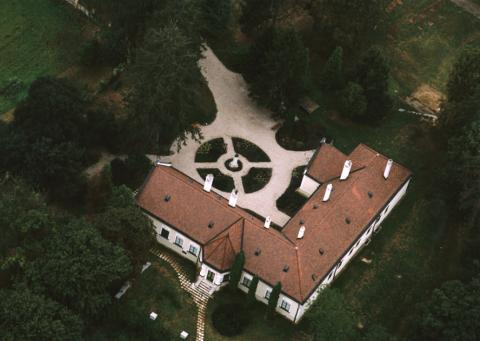
A kehidakustányi Deák-kúria a levegőből

A barokk stílusú Deák-kúria Kehidakustány községben a Kúria utca és a Dózsa György utca sarkán (Kúria utca 6–8. – Dózsa György utca 6–8.) áll. Helyrajzi száma: 88/2–5, műemlékvédelmi törzsszáma 6512. Az épületegyüttes egy dombon, szabadon áll. Főépületéhez, a parkban (hrsz. 88/4) álló, egykori Deák-kúriához (hrsz. 88/2) falazott kerítésfalakkal határolt út vezet a Kúria utca felől.
Az épületben múzeumot rendeztek be: "A haza bölcse, Zala büszkesége" című állandó kiállítást Deák Ferenc születésének 200 évfordulójára állították össze. Deák Ferenc mellszobrát (Zala György, 1928) az épület udvarán helyezték el.

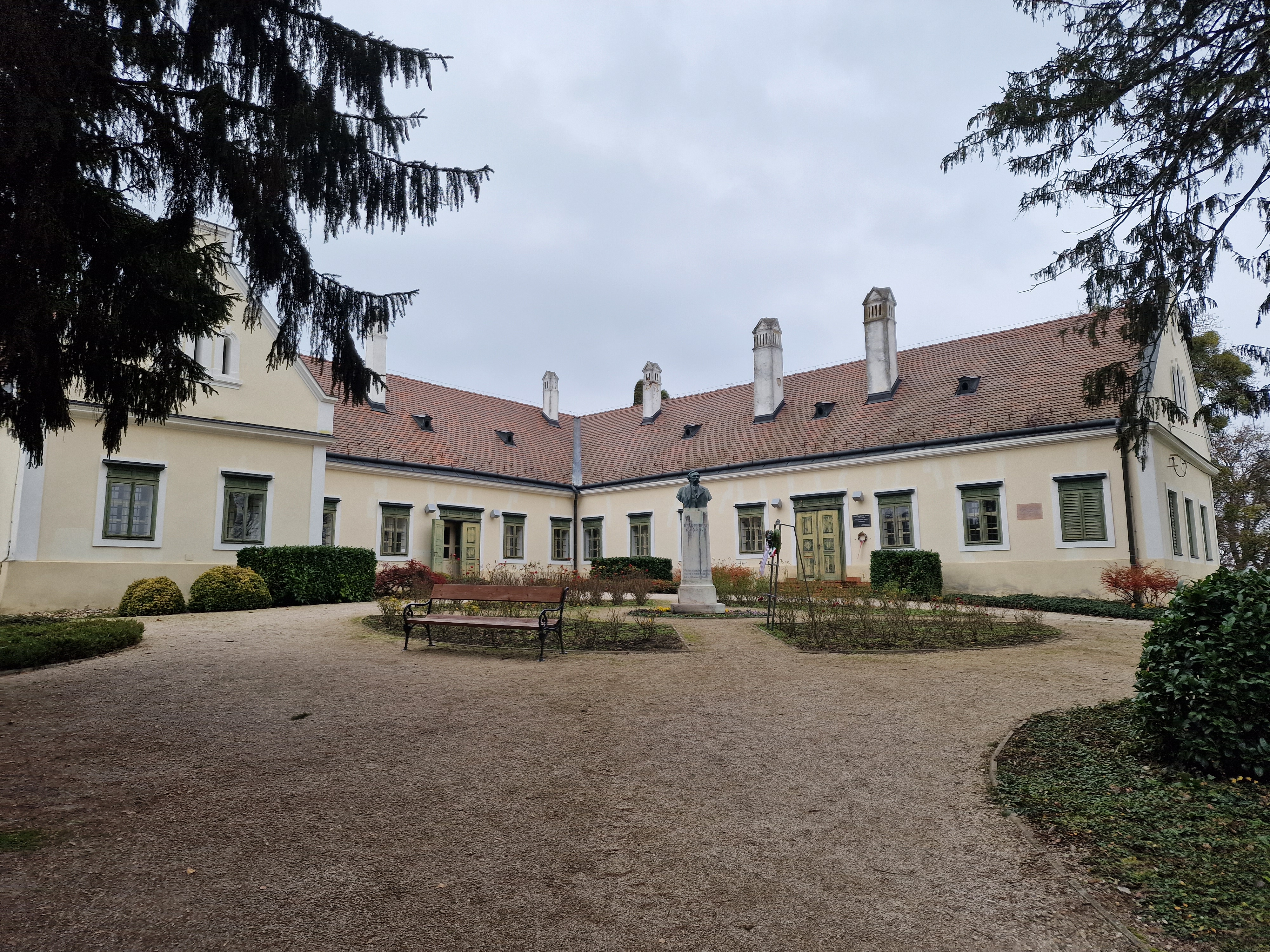
Deák-kúria 2022-ben.

## Története

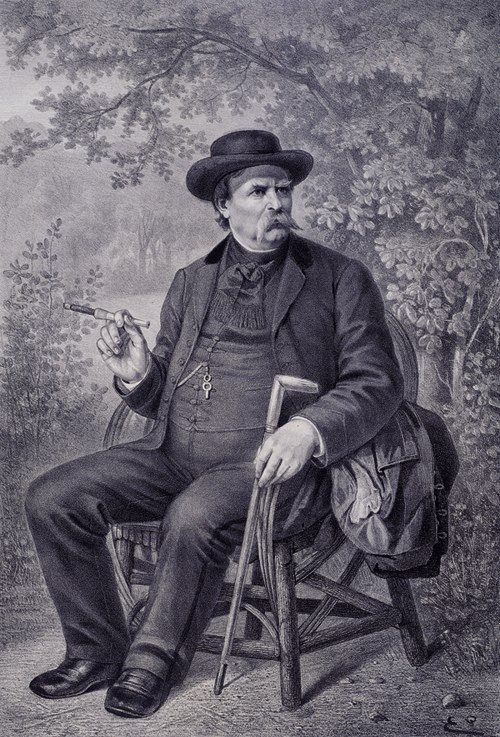
A szivarozó Deák Ferenc

A kúriát az 1740-es években építtette korábbi épületek elemeit felhasználva a Hertelendy család. Hertelendy Gábor (1713–1757), Zala vármegye alispánja, volt az utolsó fiúági Hertelendy aki a kúriát és a hozzátartozó birtokot bírta tulajdonául. Az egyetlen lánya és örököse, Hertelendy Anna (1743-1803) férjhez ment, nemes Deák Gábor (1730-1788) táblabíró úrhoz. Hertelendy Anna halála után, a gyermekei örökölték: 1804-ben ténylegesen került a kehidai Deák család tulajdonába, később, unokája, kehidai Deák Ferenc, a hazabölcse, volt az utolsó tulajdonosa, aki a családhoz kapcsolódott. 1854-ben eladta gróf Széchenyi Ödönnek, majd az 1870-es évektől a Baronyi, majd a század végén a Károlyi család birtokolta. 1925-ben került a kincstár tulajdonába. 2003-ban helyreállították.
1808 és 1854 között ez volt Deák Ferenc otthona.
Az épület helyén a 16. század elején épült udvarház nyomai kerültek elő. Az északi szárny boltozott szobája 17. századi.

## A főépület
Az úrilak L alaprajzú, földszintes, nyeregtetős épület, északi szárnyának udvar felőli végén rizalittal, a keleti szárnyon középrizalittal. Egytraktusos, oldalfolyosós elrendezésű. Keleti szárnyának helyiségeit csehsüvegboltozat fedi, az északi szárnyban az egyik helyiség dongaboltozatos, a többi síkmennyezetes. Egyes nyílászárók és a berendezés egy része 19. századi.

## Melléképületek
A telken áll még a mezőgazdasági szakiskola (hrsz. 88/3). A téglalap alaprajzú, kétemeletes, manzárdtetős, középfolyosós 
épületet 1925 után emelték. Mögötte egy L alaprajzú, földszintes, nyeregtetős épület a 19. század közepéről. Az egykori majorság helyén ma egy 20. század eleji malomépület (hrsz. 88/5) áll.

## A múzeum
A tárlatot az L alakú úrilak keleti szárnyában rendezték be öt, egymásba nyíló teremben — azon a részen, ahol egykor a földesúr lakott. Nemcsak a kiváló államférfi pályafutását mutatják be, de enteriőrökkel megidézik azt a miliőt is, amelyben Deák és a 19. század magyar köznemessége élt és alkotott.